# نمایش درو کری
نمایش درو کری یک برنامه طنز تلویزیونی است آمریکایی بود که از سال ۱۹۹۵ تا ۲۰۰۴ از شبکه ای‌بی‌سی پخش می‌شد. این مجموعه که ماجراهای آن در کلیولند اوهایو می‌گذشت به ماجراهای تخیلی دفتر خرده فروشی و زندگی خصوصی درو کری می‌پرداخت. این نمایش توسط خود کری و بروس هالفورد تهیه می‌شد. تهیه‌کننده این نمایش موهاک پروداکشن بود که با شبکه تلویزیونی برادران وارنر در ارتباط بود.